# Theo Quené
Theo Quené (Oostzaan, 29 juli 1930 – Amsterdam, 4 juni 2011) was een Nederlands planoloog die verscheidene leidinggevende functies bij de (semi)overheid heeft bekleed.
Quené studeerde landbouwkunde aan de Landbouwhogeschool Wageningen, waar hij in 1956 afstudeerde.
Hij vervulde onder andere de volgende functies:
- bondsvoorzitter van de Nederlandse Jeugdbond voor Natuurstudie (NJN), in 1951
- wetenschappelijk medewerker, afdeling sociaal-economisch onderzoek van de Rijksdienst voor het Nationale Plan (RNP)
- hoofd directie algemene zaken Rijksdienst voor het Nationale Plan
- directeur Rijksplanologische Dienst) (RPD), van 1967 tot 1972
- directeur-generaal ruimtelijke ordening, ministerie van Volkshuisvesting en Ruimtelijke Ordening, van 1972 tot 1976
- secretaris-generaal ministerie van Volkshuisvesting en Ruimtelijke Ordening, van 1976 tot 1978
- voorzitter WRR, van 1978 tot 1985
- bijzonder hoogleraar toekomstverkenning en beleid, Landbouwhogeschool Wageningen, van 1982 tot 1988
- voorzitter S.E.R. (Sociaal-Economische Raad), van 1985 tot 1996
- waarnemend burgemeester van Zaanstad, van 1 september 1996 tot 16 maart 1997
- voorzitter VROM-raad, van 1997 tot 2001
- interimdecaan Rechtenfaculteit Universiteit Leiden, van 2000 tot 2002.

Quené was ook voorzitter van de Vereniging tot Behoud van Natuurmonumenten, het
Prins Bernhardfonds, de Boekmanstichting en de raad van toezicht van het Rijksmuseum Amsterdam.
Hij werd benoemd tot Ridder in de Orde van de Nederlandse Leeuw in 1971 en tot Grootofficier in de Orde van Oranje-Nassau in 1996. Zijn Alma Mater, de Landbouwhogeschool Wageningen, vereerde hem met een eredoctoraat. In 1971 werd Quené, zonder zelf gepromoveerd te zijn, benoemd tot lid van de Koninklijke Nederlandse Akademie van Wetenschappen (KNAW).
- Bibsys: 90562907
- Bibliothèque nationale de France: cb145251385 (data)
- Biografisch Portaal: 72462590
- International Standard Name Identifier: 0000 0000 5149 4558
- Library of Congress Control Number: nr88008805
- Nederlandse Thesaurus van Auteursnamen: 068238002
- Parlement.com: vg09llzt9dzz
- Virtual International Authority File: 42431046
- WorldCat: E39PBJkD3JxW36898tTdHKrg8C